# Shortland Street
Shortland Street (w skrócie Shorty) – nowozelandzki serial telewizyjny, nadawany na kanale TVNZ od 25 maja 1992. Jest to najdłuższa opera mydlana w historii tego kraju. Jej akcja rozgrywa się w nowoczesnym szpitalu na przedmieściach miasta Auckland.

## Aktualna obsada
| Aktor/Aktorka     | Postać             | Lata               |
| ----------------- | ------------------ | ------------------ |
| Michael Galvin    | Dr. Chris Warner   | 1992–1996, od 2000 |
| Benjamin Mitchell | Dr. TK Samuels     | od 2006            |
| Sally Martin      | Nicole Miller      | od 2009            |
| Jennifer Lundlam  | Leanne Black       | 2010–2011, od 2014 |
| Kerry-Lee Dewing  | Kylie Brown        | od 2012            |
| Ria Vandervis     | Dr. Harper Whitley | od 2013            |
| Ben Barrington    | Dr. Drew McCaskill | od 2015            |
| Ngahuia Piripi    | Esther Samuels     | od 2015            |
| Rebekah Palmer    | Dawn Robinson      | od 2017            |
| Dylan Poihipi     | Ezra Whakapono     | od 2017            |
| Holly Shervey     | Zoe Carlson        | od 2018            |
| Ian Barry         | Tank Reid          | od 2018            |
| Nicole Whippy     | Cecelia King       | od 2019            |
| Henry Rolleston   | Louis King         | od 2019            |
| Scott Smart       | Dr. Marty Walker   | od 2019            |
| Timmie Cameron    | Shereez Baker      | 2019–2020, od 2022 |
| Jess Sayer        | Maeve Mullens      | od 2020            |
| Marianne Infante  | Madonna Diaz       | od 2021            |
| Theo David        | Villiami To'a      | od 2021            |
| Courtenay Loiuse  | Monique Struffer   | od 2021            |